# Chen Li-Ling
Dit is een Chinese naam; de familienaam is Chen.
Chen Li-Ling (13 maart 1971) is een tennisspeelster uit China.
Tussen 1989 en 1997 kwam zij 21 maal voor China uit op de Fed Cup
In 1992 en 1996 kwam zij voor China uit op de Olympische Spelen in het vrouwenenkelspel. In 1996 speelde zij met Yi Jingqian ook in het vrouwendubbelspel van de Olympische Spelen.
In 1994 speelde zij haar eerste grandslamtoernooi op het US Open, samen met Li Fang.
In 1998 won zij goud op de Aziatische Spelen, eveneens samen met Li Fang op het vrouwendubbelspel.